# Silvano Piccardi
Silvano Piccardi (Ponte San Pietro, 1º gennaio 1946) è un attore, regista teatrale e doppiatore italiano.

## Biografia
Silvano Piccardi, fratello minore dell'attore Alvaro Piccardi, è attore cinematografico, teatrale, televisivo e radiofonico, nonché regista e drammaturgo. Ha debuttato come attore in televisione nel 1955, all'età di 9 anni. Ha esordito in teatro a 12 anni in tournée con la compagnia di Ernesto Calindri e da allora lavora con le maggiori compagnie teatrali italiane, non disdegnando esperienze più sperimentali. Ha lavorato con le principali realtà teatrali italiane (dalla Compagnia dei Giovani al Piccolo Teatro di Milano), oltre che con quelle fuori dal circuito tradizionale (La Comune, Nuovo Canzoniere Italiano, gruppo della Rocca, etc.). Nel periodo 1969-1973 ha sospeso temporaneamente l'attività dedicandosi, tra l'altro, al giornalismo teatrale.
Dal 1970 affianca all'attività di attore anche quella di regista e di autore, realizzando spettacoli per il Teatro dei Filodrammatici e il Teatro Pierlombardo di Milano, nonché collaborando anche con Lugano Teatro e il Festival di Spoleto. Reciterà poi in numerosi sceneggiati televisivi (Rai e Mediaset).
Dal 1991 cura la regia di vari spettacoli che vedono protagonista l'attrice Ottavia Piccolo: Buenos Aires non finisce mai (2000) di Biolchini e Arthemalle (tratto dal romanzo Le irregolari di Massimo Carlotto), Terra di latte e miele (2003) di Manuela Dviri, Donna non rieducabile ed Enigma, niente significa mai una cosa sola (2015), questi ultimi su testo di Stefano Massini.
Per lo spettacolo Donna non rieducabile sulla giornalista russa Anna Politkovskaja, con Ottavia Piccolo protagonista e le musiche dal vivo dell'arpista Floraleda Sacchi, ha ricevuto il Premio Enriquez 2011 (miglior regia, miglior testo, migliore interpretazione); lo spettacolo ha riscosso un notevole successo di pubblico e critica e, pur avendo esordito nel 2009, è tuttora richiesto dai teatri italiani ed è stato rappresentato al Parlamento Europeo di Bruxelles. Ne è stata anche realizzata una versione televisiva, dal titolo Il sangue e la neve e successivamente commercializzata in DVD trasmessa da Rai2.
Ha diretto il laboratorio teatrale dell'Università degli Studi di Milano e collaborato con l'Università degli Studi di Bologna nei corsi di perfezionamento post laurea.
Attivo anche come doppiatore, ha prestato la sua voce in film, cartoni animati e videogiochi, di cui il più famoso è sicuramente il Dr. Neo Cortex.

## Teatro

### Attore
- Anima nera, di Giuseppe Patroni Griffi, regia di Giorgio De Lullo, Bergamo, Teatro Donizetti, 6 aprile 1960.
- 23 svenimenti, di Anton Čechov, regia di Egisto Marcucci, 1976
- Calendimaggio, di Ivan Della Mea e Silvano Piccardi, regia di Nuccio Ambrosino, 1976
- Romeo e Giulietta, di William Shakespeare, regia di Lorenzo Grechi, Milano, Teatro Filodrammatici, 18 dicembre 1979.
- Avventure morte e dannazione di Don Giovanni, testo e regia di Alberto e Gianni Buscaglia, Milano, Teatro Filodrammatici, 11 marzo 1980.
- Storia di Sofonisba, testo e regia di Giuseppe Di Leva, Milano, Centro Culturale di Brera, 4 maggio 1982.
- Il ladro in casa, di Italo Svevo, regia di Edmo Fenoglio, Milano, Teatro Filodrammatici, 21 gennaio 1984.
- Un corpo estraneo, di Renzo Rosso, regia di Alvaro Piccardi, Milano, Teatro Filodrammatici, 4 maggio 1984.
- Terzetto, regia di Alvaro Piccardi, Milano, Teatro Filodrammatici, 8 ottobre 1984.
- Sogno di Amleto, di Franco Brambilla, Milano, Teatro di Brera, 25 giugno 1985.
- La stangata persiana, di Antonio Porta, regia di Alberto e Gianni Buscaglia, Milano, Teatro Filodrammatici, 14 ottobre 1985.
- Scherzi drammatici, di Italo Svevo, regia di Silvano Piccardi, Milano, Teatro Filodrammatici, 31 marzo 1987.
- Due farse di Fo (Non tutti i ladri vengono per nuocere e I cadaveri si spediscono e le donne si spogliano), di Dario Fo, regia di Giorgio Gallione, Milano, Teatro Filodrammatici, 17 febbraio 1988.
- Lancillotto e Ginevra, di Roberto Mussapi, regia di Silvano Piccardi, Milano, Teatro Filodrammatici, 11 dicembre 1989.
- Arsa di Giuseppe Manfridi, regia di Silvano Piccardi, Milano, Società Umanitaria, 10 giugno 1994.
- Processo a Dio, di Stefano Massini, regia di Sergio Fantoni (2007)
- Ho perso la faccia, di Sabina Negri Calderoli, regia di Renato Giordano, Pietrasanta, La Versiliana, 23 luglio 2008.
- L'afropugliese, testo e regia di Massimo de Vita, Milano, Teatro Officina, 22 febbraio 2012.
- Romeo e Giulietta - nati sotto contraria stella, testo e regia di Leo Muscato (2012)
- Io ho visto il cielo in terra, liberamente tratto dalla La navigazione di san Brandano, regia di Silvano Piccardi, Milano, Teatro Delfino, 20 febbraio 2013.
- Enigma - niente significa mai una cosa sola di Stefano Massini, regia di Silvano Piccardi, Milano, Teatro Studio Melato, 4 ottobre 2016.
- Dieci piccoli indiani …e poi non rimase nessuno!, di Agatha Christie, regia di Ricard Reguant, 2018.

### Regista
- Il cavaliere indifferente, di Carlo Goldoni, Milano, Teatro Filodrammatici, 16 gennaio 1986.
- Il ciclope, di Euripide, Milano, Teatro Filodrammatici, 15 ottobre 1986.
- Scherzi drammatici, di Italo Svevo, Milano, Teatro Filodrammatici, 31 marzo 1987.
- Le smanie per la villeggiatura, di Carlo Goldoni, Milano, Teatro Filodrammatici, 12 ottobre 1988.
- 1787-1794 la rivoluzione a teatro, Milano, Teatro dell'Elfo, 4 maggio 1989.
- Le avventure della villeggiatura, di Carlo Goldoni, Milano, Teatro Filodrammatici, 12 ottobre 1989.
- Lancillotto e Ginevra, di Roberto Mussapi, Milano, Teatro Filodrammatici, 11 dicembre 1989.
- Tre sull'altalena, di Luigi Lunari, Milano, Teatro Filodrammatici, 10 luglio 1990.
- Il ritorno dalla villeggiatura, di Carlo Goldoni, Milano, Teatro Filodrammatici, 2 aprile 1991.
- Dialoghi con nessuno, tre monologhi con Ottavia Piccolo, Spoleto, 9 luglio 1991.
- Le parole al buio: dodici duetti e un monologo, di Paolo Puppa, Asti Teatro, 5 luglio 1992.
- Perfidia, tre atti unici e un epilogo, Milano, Teatro Filodrammatici, 12 maggio 1993.
- L'anello magico, di Eduardo Rescigno, Cantù, 13 gennaio 1994.
- Tre sull'altalena, di Luigi Lunari, con Giuseppe Pambieri e Lia Tanzi, Milano, Teatro Carcano, 5 aprile 1994.
- Arsa di Giuseppe Manfridi, Milano, Società Umanitaria, 10 giugno 1994.
- La cacciatrice di sogni, di Rocco D'Onghia, Milano, Teatro Verdi, 6 marzo 1997.
- Delirio a due, di Eugène Ionesco, Milano, Teatro Libero, 30 aprile 1997.
- Nel nome del padre (Risvegli), di Luigi Lunari, Milano, Teatro I, 1998
- Buenos Aires non finisce mai, di Vito Biolchini ed Elio Turno Arthemalle, Milano, Società Umanitaria, 12 settembre 2000.
- Da una commedia all'altra, di Renzo Rosso, Milano, Teatro Oscar, 27 marzo 2001.
- Dammatrà, di Carlo Maria Pensa, Milano, Teatro Oscar, 3 dicembre 2002.
- Terra di latte e miele, di Manuela Dviri, Valenza, 7 novembre 2003.
- L'onorevole, il poeta e la signora, di Aldo De Benedetti, Milano, Teatro Oscar, 23 gennaio 2004.
- Chi trova un amico... trova un nemico!, di Rino Silveri, Milano, Teatro Oscar, 26 dicembre 2004.
- Histoire du soldat, di Igor' Fëdorovič Stravinskij, con Lella Costa
- L'Arlésienne, di Georges Bizet, con Ivana Monti
- Donna non rieducabile, di Stefano Massini, Roma, Teatro Valle, 6 ottobre 2009.
- Tutto questo vidi sotto il cielo, Festival DeSidera (2009)
- Penelope è partita, di Silvano Piccardi, Milano, Teatro Franco Parenti, 20 settembre 2011.
- Niente più niente al mondo, di Massimo Carlotto, Milano, Teatro Officina, 2 novembre 2011.
- Io ho visto il cielo in terra, liberamente tratto dalla La navigazione di san Brandano, Milano, Teatro Delfino, 20 febbraio 2013.
- Ci vediamo in via del Campo, di Fosca Lavezzi e Sabina Negri, L'Aquila, Auditorium, 15 febbraio 2014.
- Sorelle per sempre, di Monica Faggiani e Paola Giacometti, Milano, Spazio Tertulliano, 20 maggio 2015.
- Enigma - niente significa mai una cosa sola, di Stefano Massini, Schio, Teatro Civico, 6 novembre 2015.

## Filmografia

### Cinema
- Uomini e no, regia di Valentino Orsini (1980)
- Domani si balla!, regia di Maurizio Nichetti (1982)
- La fine della notte, regia di Davide Ferrario (1989)
- Fuori dal mondo, regia di Giuseppe Piccioni (1999)
- Luce dei miei occhi, regia di Giuseppe Piccioni (2001)
- Quale amore, regia di Maurizio Sciarra (2006)
- La variabile umana, regia di Bruno Oliviero (2013)

### Televisione
- L'ostrica e la perla, regia di Giancarlo Galassi Beria (1956)
- Il romanzo di un giovane povero, regia di Silverio Blasi (1957)
- Via Belgarbo, regia di Vittorio Cottafavi (1957)
- Ricorda la mamma, regia di Anton Giulio Majano (1957)
- Merluzzo, regia di Alessandro Brissoni (1957)
- Ferika, regia di Anton Giulio Majano (1958)
- Il mago Girafavola, regia di Alessandro Brissoni (1958)
- Peter Pan, regia di Alessandro Brissoni (1958)
- Napoleone, pappagallo in libertà, regia di Alda Grimaldi (1959)
- Un ragazzo prodigio, regia di Alda Grimaldi (1959)
- Nicola e il garibaldino, regia di Gilberto Tofano (1961)
- L'ammiraglio dell'oceano e delle anime, regia di Gianfranco Bettetini (1963)
- L'insuccesso, regia di Lyda C. Ripandelli (1964)
- L'appuntammento, regia di Piero Schivazappa (1966)
- I tre diavoli, regia di Alvise Sapori (1966)
- I giorni della speranza, regia di Alda Grimaldi (1967)
- I sette giorni di Garibaldi, regia di Cesare Emilio Gaslini (1967)
- Daniele, regia di Giuseppe Di Martino (1968)
- Il mestiere di vincere, regia di Gianfranco Bettetini (1968)
- I capelli della pazienza, regia di Alvise Sapori (1968)
- Il ratto, regia di Antonio Calenda (1970)
- Chicco di Riso, regia di Alessandro Brissoni (1970)
- Il fanciullo stella, regia di Vittorio Brignole (1970)
- Petruzzo e le pere, regia di Alvise Sapori (1970)
- La commediante veneziana, regia di Salvatore Nocita (1979)
- Arabella, regia di Salvatore Nocita (1980)
- Storia di Anna, regia di Salvatore Nocita (1981)
- Il diavolo al Pontelungo, regia di Pino Passalacqua (1982)
- Vuoto di memoria, regia di Pier Nico Solinas (1983)
- Piccolo mondo antico, regia di Salvatore Nocita (1983)
- I promessi sposi, regia di Salvatore Nocita (1989)
- Giuseppe Mazzini. Una certa idea dell'Italia, regia di Maria Maddalena Yon (1989)

## Radio
- Merluzzo, di Marcel Pagnol, regia di Alessandro Brissoni, trasmesso il 22 aprile 1957.
- La bella del bosco, di Jules Supervielle, regia di Alessandro Brissoni, 26 febbraio 1958.
- Per tutta l'estate, di Robert Anderson, regia di Umberto Benedetto, 16 ottobre 1958.
- Il canto della vigilia, di Italo Alighiero Chiusano, regia di Sandro Bolchi, 10 gennaio 1959.
- Street Scene, di Elmer Rice, 16 luglio 1959.
- Invito alle nozze, di Carson McCullers, regia di Giandomenico Giagni, 19 settembre 1963.
- Un certo Icaro, di Alfio Valdarnini, regia di Marco Visconti, 8 gennaio 1968.
- Il tacchino con la gamba di legno, di Ugo Liberatore, regia di Mario Ferrero, 3 settembre 1968.
- Vertical, testo e regia di Fabrizio Caleffi, 29 dicembre 1977.
- Lichtenberg, di Walter Benjamin, regia di Klaus Aulehla, 6 marzo 1979.

## Doppiaggio

### Film
- Frode Rasmussen in Insomnia
- Ray Bolger in Il mago di Oz (ed.1985)
- Ulrich Thomsen in L'eredità
- Jun Kunimura in Audition

### Televisione
- Louis Gossett Jr. in Ispettore Hughes - Vendetta dal passato, Ispettore Hughes - Furto di identità
- Johnny Cash in La signora del West
- Harvey Keitel in A prova di errore
- Jamie Foxx in Redemption - La pace del guerriero
- Larry Miller in Il canto di Natale
- Leonard Nimoy in Star Trek (come seconda voce)
- Reed Diamond in The Purge

### Cartoni animati
- Signor Slate in I Flintstones
- Alley Oop in Fabulous Funnies
- Jim Hakermon in I ragazzi del Mundial
- Signor Lawrence in Piccole donne
- Imperatore Ingues in Macross II
- Kim in Il minatore dello spazio
- Nano dell'ampolla in Fullmetal Alchemist: Brotherhood
- Fluder Paradyne in Overlord
- Hitoshi Kuriyagawa in Baki Hanma
- Binbokusai Yagyu in Gintama

### Videogiochi
- Signor O'Brien, Inserviente e Neotemplari in Broken Sword: Il segreto dei Templari[1] (1996)
- Signor Kelling, L'uomo lupo e Jerry in Hollywood Monsters[2] (1997)
- Sekiya Naotada, Toda Yoshisada, Wang Dahai e voce narrante in Tenchu 2: Birth of the Stealth Assassins[3] (1998)
- Il Reverendo in Apocalypse[4] (1998)
- William Sullivan e Dottor Eisenstadt in Black Dahlia[5] (1998)
- Unità Ordos in Dune 2000[6] (1998)
- Marines in Half-Life[7] (1998)
- Eliot Sinclair/Saros, Padros il mendicante, Artuk l'aviatore e Dob-Dob in The Journeyman Project 3 - Il retaggio del tempo[8] (1998)
- Boris Zugosky in Chase the Express[9] (2000)
- Aku Aku in Crash Bash[10] (2000)
- Baal, Warriw, Hratli e Larzuk in Diablo II[11] (2000)
- M, Annunciatore e Pyrodine in Ground Control: Dark Conspiracy[12] (2000)
- Ogden Hartman in Koudelka[13] (2000)
- Demone in Tomb Raider: Chronicles[14] (2000)
- Telecronista in UEFA Manager 2000 (2000)[15]
- Albus Silente in Harry Potter e la pietra filosofale[16] (2001), Harry Potter e la camera dei segreti[17] (2002), Harry Potter e la Coppa del Mondo di Quidditch[18] (2003) e Harry Potter e il prigioniero di Azkaban[19] (2004)
- Judas De Certo in Alone in the Dark: The New Nightmare[20] (2001)
- Doc, Prete, Testa A del Mostro e Guardie in Druuna: Morbus Gravis[21] (2001)
- Marines in Halo: Combat Evolved[22] (2001)
- Cappello parlante in Harry Potter e la pietra filosofale[16] (2001)
- Don Carlo Sandretti e Munchkin Bob in Runaway: A Road Adventure[23] (2001)
- Quintilio, Gran Pretore, Cecilio Metello, Maios, Daranix, Rod, Leldoryn e Metolys in Imperivm: La guerra gallica[24] (2002)
- Kommando, Sommo Von Blut e Beliar in BloodRayne[25] (2002)
- Terenas Menethil II,  Uther the Lightbringer, Kael'thas Sunstrider e Illidan Stormrage in Warcraft III: Reign of Chaos (2002)
- Dr. Neo Cortex in Crash Nitro Kart[26] (2003), Crash Twinsanity[27] (2004), Crash Tag Team Racing[28] (2005), Skylanders: Imaginators (2016), Crash Bandicoot: N. Sane Trilogy[29] (2017) ,Crash Team Racing Nitro-Fueled[30] (2019) e Crash Bandicoot 4: It's About Time (2020)
- Terrorista, Carro Marauder e Colonnello Burton in Command & Conquer: Generals[31] (2003)
- Krunk e Grande Norm in Crash Nitro Kart[26] (2003)
- Goin e Governatore in Lo Hobbit[32] (2003)
- Giulio Cesare, Scipione l'Africano, Sacerdote, Damasus, Druidi, Pretoriani, Arcieri, Princeps, Equiti ed Elefante da Guerra in Imperivm: Le grandi battaglie di Roma[33] (2004)
- Voce narrante, Eoppa e Senatore Marco in Imperivm: Le guerre puniche[34] (2004)
- Dottor Herman Heinz, Detective Collier e Murray in The Black Mirror[35] (2004)
- Armiere e Leader in Halo 2[36] (2004)
- Tom Mason, Sceriffo Tim Powell, Crazy Frank, Signor Ferguson e Voce dell'Introduzione in Call of Juarez[37] (2006)
- Consigliere in Imperivm: Civitas[38] (2006)
- Ignitus e Molière in The Legend of Spyro: A New Beginning[39] (2006)
- Theodorius in Avencast: Rise of the Mage[40] (2007)
- Tiny Tiger in Crash of the Titans[41] (2007)
- Dottor T e Capitan Cookster in Jack Keane: Al riscatto dell'Impero britannico[42] (2007)
- Dottor John Seward e Erodoto di Giudea in Dracula: Origin[43] (2008)
- Ignitus e Scratch in The Legend of Spyro: The Eternal Night[44] (2008)
- Ignitus in The Legend of Spyro: L'alba del drago[44] (2008)
- Pierre, Raul e scagnozzo 1 in Act of Murder - Caccia al Burattinaio[45] (2009)
- Sindaco Clayton in Rage[46] (2011)
- Imperatore in The Elder Scrolls V: Skyrim[47] (2011)
- Herbert in Borderlands 2[48] (2012)
- Cancelliere Eamon, Khan Dakab e Slimak in Diablo III[49] (2012)
- Yoda in Kinect Star Wars (2012)[50]
- Kyle Rider/Mundus in DmC Devil May Cry[51] (2013)
- Papà Crosta e Capitano Chef in Borderlands: The Pre-Sequel[52] (2014)
- Krunk e Megamix (con Antonello Governale) in Crash Team Racing Nitro-Fueled[30] (2019)
- Custode del labirinto in Remnant: From the Ashes (2019)[53]
- Dimir in Diablo IV[54] (2023)
- Prof. Eleazar Fig in Hogwarts Legacy[55] (2023)
- Beetlejuice in MultiVersus[56] (2024)

## Opere
- Non basta una bandiera, dietro ci vuole un popolo e davanti ci vuole un partito, Collettivo Teatrale La Comune, 1973
- 1922: barricate! Come un popolo sconfisse i fascisti, Collettivo Teatrale La Comune, 1973

## Riconoscimenti
- Premio Enriquez
  - 2011 – Miglior regia per Donna non rieducabile